# Danh sách tay đua Vô địch thế giới Công thức 1
Liên đoàn Ô tô Quốc tế (Fédération Internationale de l'Automobile hay FIA) trao giải Vô địch thế giới công thức 1 hàng năm, bắt đầu từ 1950 cho các tay đua và bắt đầu từ 1958 cho các đội. Cho đến nay, hai tay đua Michael Schumacher (Đức) và Lewis Hamilton (Anh) là người đoạt giải nhiều nhất (7 lần) và đội Ferrari là đội chiếm nhiều giải nhất (15 lần).

## Vô địch hàng năm
| Năm  | Tay đua vô địch    | Đội của người vô địch | Đội vô địch trong năm                        |
| 2024 | Max Verstappen     | Red Bull Racing       | McLaren F1                                   |
| 2023 | Max Verstappen     | Red Bull Racing       | Red Bull Racing                              |
| 2022 | Max Verstappen     | Red Bull Racing       | Red Bull Racing                              |
| 2021 | Max Verstappen     | Red Bull Racing       | Mercedes                                     |
| 2020 | Lewis Hamilton     | Mercedes              | Mercedes                                     |
| 2019 | Lewis Hamilton     | Mercedes              | Mercedes                                     |
| 2018 | Lewis Hamilton     | Mercedes              | Mercedes                                     |
| 2017 | Lewis Hamilton     | Mercedes              | Mercedes                                     |
| 2016 | Nico Rosberg       | Mercedes              | Mercedes                                     |
| 2015 | Lewis Hamilton     | Mercedes              | Mercedes                                     |
| 2014 | Lewis Hamilton     | Mercedes              | Mercedes                                     |
| 2013 | Sebastian Vettel   | Red Bull Racing       | Red Bull Racing                              |
| 2012 | Sebastian Vettel   | Red Bull Racing       | Red Bull Racing                              |
| 2011 | Sebastian Vettel   | Red Bull Racing       | Red Bull Racing                              |
| 2010 | Sebastian Vettel   | Red Bull Racing       | Red Bull Racing                              |
| 2009 | Jenson Button      | Brawn GP              | Brawn GP                                     |
| 2008 | Lewis Hamilton     | McLaren               | Ferrari F1                                   |
| 2007 | Kimi Räikkönen     | Ferrari F1            | Ferrari F1                                   |
| 2006 | Fernando Alonso    | Renault               | Renault                                      |
| 2005 | Fernando Alonso    | Renault               | Renault                                      |
| 2004 | Michael Schumacher | Ferrari F1            | Ferrari F1                                   |
| 2003 | Michael Schumacher | Ferrari F1            | Ferrari F1                                   |
| 2002 | Michael Schumacher | Ferrari F1            | Ferrari F1                                   |
| 2001 | Michael Schumacher | Ferrari F1            | Ferrari F1                                   |
| 2000 | Michael Schumacher | Ferrari F1            | Ferrari F1                                   |
| 1999 | Mika Häkkinen      | McLaren F1            | Ferrari F1                                   |
| 1998 | Mika Häkkinen      | McLaren F1            | McLaren F1                                   |
| 1997 | Jacques Villeneuve | Williams F1           | Williams F1                                  |
| 1996 | Damon Hill         | Williams F1           | Williams F1                                  |
| 1995 | Michael Schumacher | Benetton              | Benetton                                     |
| 1994 | Michael Schumacher | Benetton              | Williams F1                                  |
| 1993 | Alain Prost        | Williams F1           | Williams F1                                  |
| 1992 | Nigel Mansell      | Williams F1           | Williams F1                                  |
| 1991 | Ayrton Senna       | McLaren F1            | McLaren F1                                   |
| 1990 | Ayrton Senna       | McLaren F1            | McLaren F1                                   |
| 1989 | Alain Prost        | McLaren F1            | McLaren F1                                   |
| 1988 | Ayrton Senna       | McLaren F1            | McLaren F1                                   |
| 1987 | Nelson Piquet      | Williams F1           | Williams F1                                  |
| 1986 | Alain Prost        | McLaren F1            | Williams F1                                  |
| 1985 | Alain Prost        | McLaren F1            | McLaren F1                                   |
| 1984 | Niki Lauda         | McLaren F1            | McLaren F1                                   |
| 1983 | Nelson Piquet      | Brabham               | Ferrari F1                                   |
| 1982 | Keke Rosberg       | Williams F1           | Ferrari F1                                   |
| 1981 | Nelson Piquet      | Brabham               | Williams F1                                  |
| 1980 | Alan Jones         | Williams F1           | Williams F1                                  |
| 1979 | Jody Scheckter     | Ferrari F1            | Ferrari F1                                   |
| 1978 | Mario Andretti     | Lotus                 | Lotus                                        |
| 1977 | Niki Lauda         | Ferrari F1            | Ferrari F1                                   |
| 1976 | James Hunt         | McLaren F1            | Ferrari F1                                   |
| 1975 | Niki Lauda         | Ferrari F1            | Ferrari F1                                   |
| 1974 | Emerson Fittipaldi | McLaren F1            | McLaren F1                                   |
| 1973 | Jackie Stewart     | Tyrrell               | Lotus                                        |
| 1972 | Emerson Fittipaldi | Lotus                 | Lotus                                        |
| 1971 | Jackie Stewart     | Tyrrell               | Tyrrell                                      |
| 1970 | Jochen Rindt       | Lotus                 | Lotus                                        |
| 1969 | Jackie Stewart     | Matra                 | Matra                                        |
| 1968 | Graham Hill        | Lotus                 | Lotus                                        |
| 1967 | Denny Hulme        | Brabham               | Brabham                                      |
| 1966 | Jack Brabham       | Brabham               | Brabham                                      |
| 1965 | Jim Clark          | Lotus                 | Lotus                                        |
| 1964 | John Surtees       | Ferrari F1            | Ferrari F1                                   |
| 1963 | Jim Clark          | Lotus                 | Lotus                                        |
| 1962 | Graham Hill        | BRM                   | BRM                                          |
| 1961 | Phil Hill          | Ferrari F1            | Ferrari F1                                   |
| 1960 | Jack Brabham       | Cooper                | Cooper                                       |
| 1959 | Jack Brabham       | Cooper                | Cooper                                       |
| 1958 | Mike Hawthorn      | Ferrari F1            | Vanwall                                      |
| 1957 | Juan Manuel Fangio | Maserati              | Giải vô địch cho đội chỉ bắt đầu từ năm 1958 |
| 1956 | Juan Manuel Fangio | Ferrari F1            | Giải vô địch cho đội chỉ bắt đầu từ năm 1958 |
| 1955 | Juan Manuel Fangio | Mercedes              | Giải vô địch cho đội chỉ bắt đầu từ năm 1958 |
| 1954 | Juan Manuel Fangio | Maserati, Mercedes    | Giải vô địch cho đội chỉ bắt đầu từ năm 1958 |
| 1953 | Alberto Ascari     | Ferrari F1            | Giải vô địch cho đội chỉ bắt đầu từ năm 1958 |
| 1952 | Alberto Ascari     | Ferrari F1            | Giải vô địch cho đội chỉ bắt đầu từ năm 1958 |
| 1951 | Juan Manuel Fangio | Alfa Romeo            | Giải vô địch cho đội chỉ bắt đầu từ năm 1958 |
| 1950 | Giuseppe Farina    | Alfa Romeo            | Giải vô địch cho đội chỉ bắt đầu từ năm 1958 |

## Các tay đua xếp theo số lần vô địch
- 7 -  Michael Schumacher
- 7 -  Lewis Hamilton
- 5 -  Juan Manuel Fangio
- 4 -  Alain Prost,  Sebastian Vettel,  Max Verstappen
- 3 -  Jack Brabham,  Niki Lauda,  Nelson Piquet,  Ayrton Senna,  Jackie Stewart
- 2 -  Alberto Ascari,  Jim Clark,  Emerson Fittipaldi,  Mika Häkkinen,  Graham Hill,  Fernando Alonso
- 1 -  Mario Andretti,  Giuseppe Farina,  Mike Hawthorn,  Damon Hill,  Phil Hill,  Denny Hulme,  James Hunt,  Alan Jones,  Nigel Mansell,  Jochen Rindt,  Keke Rosberg,  Jody Scheckter,  John Surtees,  Jacques Villeneuve,  Kimi Räikkönen,  Jenson Button,  Nico Rosberg